# مشیر رحمان (سیاستمدار)
مشیر رحمان (انگلیسی: Mashiur Rahman; زاده ۹ ژوئیهٔ ۱۹۲۴ – درگذشته ۱۲ مارس ۱۹۷۹) سیاست‌مدار اهل بنگلادش بود. وی از ۲۹ ژوئن ۱۹۷۸ تا ۱۲ مارس ۱۹۷۹ نخست‌وزیر بنگلادش بود.
مشیر رحمان در ۱۲ مارس ۱۹۷۹، در سن ۵۴ سالگی درگذشت.